# التعويذة (فلم)
التعويذة هو فيلم مِصري تم إنتاجه في عام 1987 من إخراج وتأليف محمد شبل وبطولة محمود ياسين ويسرا وعبلة كامل وتحية كاريوكا، يعتبر الفيلم من مجموعة أفلام الرعب القليلة في السينما العربية، يتحدث عن عائلة مؤلفة من رجل وزوجته وابنهما مقيمان مع والدة الزوج وأختيه في منزل العائلة القديم يتعرضون لعدة ظواهر غريبة وغير طبيعية فالأثاث يحترق من تلقاء نفسه والحمام يقطر بالدماء وجسم غريب بأقدام كالماعز يتجول داخل البيت ليلاً والمنزل يصبح فجأة مطلوب من شخص مجهول وحريص على شراءه بسعر مغري.

## البطولة
- محمود ياسين (محمود)
- عبلة كامل"فاتن "
- يسرا (راوية)
- تحية كاريوكا (أم محمود)
- فؤاد خليل (الجن)
- نعيمة الصغير (الدجالة)
- طارق الدسوقي
- مروة الخطيب

## روابط خارجية
- مقالات تستعمل روابط فنية بلا صلة مع ويكي بيانات